# (2044) Wirt
(2044) Wirt est un astéroïde de la ceinture principale aréocroiseur.
Sur proposition d'Arnold R. Klemola, il a été baptisé d'après son découvreur, l'astronome américain Carl Alvar Wirtanen (1910 – 1990),  qui découvrit plusieurs astéroïdes et comètes.